# Открытый чемпионат Италии по теннису 2007
Открытый чемпионат Италии по теннису 2007 — 64-й розыгрыш ежегодного профессионального теннисного турнира среди мужчин и женщин, проводящегося в итальянском городе Рим и являющегося частью тура ATP в рамках серии Masters и тура WTA в рамках серии турниров 1-й категории.
В 2007 году турнир прошёл с 5 по 20 мая: в первую неделю были сыграны мужские соревнования, а во вторую — женские. Соревнование продолжало околоевропейскую серию грунтовых турниров, подготовительную к майскому Roland Garros.
Прошлогодние победители:
- в мужском одиночном разряде —  Рафаэль Надаль
- в женском одиночном разряде —  Мартина Хингис
- в мужском парном разряде —  Марк Ноулз /  Даниэль Нестор
- в женском парном разряде —  Даниэла Гантухова /  Ай Сугияма

## Соревнования

### Мужчины. Одиночный турнир
Рафаэль Надаль обыграл  Фернандо Гонсалеса со счётом 6-2, 6-2.
- Надаль выигрывает 4-й титул в сезоне и 21-й за карьеру в основном туре ассоциации.
- Гонсалес уступает 2-й финал в сезоне и 10-й за карьеру в основном туре ассоциации.

### Женщины. Одиночный турнир
Елена Янкович обыграла  Светлану Кузнецову со счётом 7-5, 6-1.
- Янкович выигрывает 3-й титул в сезоне и 4-й за карьеру в туре ассоциации.
- Кузнецова уступает 4-й финал в сезоне и 11-й за карьеру в туре ассоциации.

### Мужчины. Парный турнир
Фабрис Санторо /  Ненад Зимонич обыграли  Боба Брайана /  Майка Брайана со счётом 6-4, 6-7(4), [10-7].
- Санторо выигрывает 2-й титул в сезоне и 24-й за карьеру в основном туре ассоциации.
- Зимонич выигрывает 3-й титул в сезоне и 16-й за карьеру в основном туре ассоциации.

### Женщины. Парный турнир
Натали Деши /  Мара Сантанджело обыграли  Татьяну Гарбин /  Роберту Винчи со счётом 6-4, 6-1.
- Деши выигрывает 1-й титул в сезоне и 3-й за карьеру в туре ассоциации.
- Сантанджело выигрывает 3-й титул в сезоне и 4-й за карьеру в туре ассоциации.